# Georg Heinrich Borheck

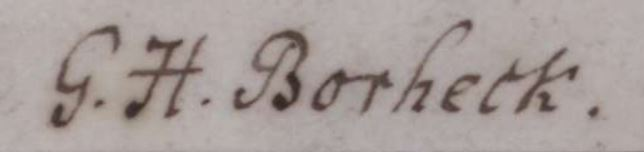
Signatur von Georg Heinrich Borheck (um 1802)

Georg Heinrich Borheck (* 30. September 1751 in Göttingen; † 12. Juni 1834 ebenda) war ein deutscher Architekt, Baubeamter, Hochschullehrer und Architekturschriftsteller.

## Leben und Wirken
Nach dem Besuch der Göttinger Stadtschule studierte Borheck von Michaelis 1771 bis Ostern 1776 Mathematik an der Universität Göttingen, unterstützt und protegiert vom Göttinger Universitätsarchitekten Johann Michael Müller. Im Anschluss an sein Studium gab er „mit Beyfall“ an der Universität „Unterricht in der reinen Mathematik, Architectur und Feldmeßkunst“. Seine intensive und selbstbewusste Beschäftigung bereits in jungen Jahren mit dem Baufach und insbesondere der Landbaukunst lässt sich daran erkennen, dass Borheck ab 1778 erst 27-jährig mit Rezensionen über Baufachbücher an die Öffentlichkeit trat. Sein mutmaßliches Erstlingswerk als Fachschriftsteller war in der Göttinger Zeitschrift Physikalisch-ökonomische Bibliothek eine Besprechung von Johann Christian Friedrich Kefersteins soeben erschienenem Lehrbuch Anfangsgründe der bürgerlichen Baukunst für Landleute. Bereits ein Jahr später erschien 1779 als Borhecks erstes eigenes Lehrbuch sein Entwurf einer Anweisung zur Landbaukunst nach ökonomischen Grundsätzen mit einem Umfang von 196 Seiten und sechs Kupferstich-Tafeln, in dem er das landwirtschaftliche Bauen anhand von Beispielen aus dem Göttinger Umland und mit Verbesserungen vorstellte. Dass das Werk positiv und mit „Beyfall“ aufgenommen wurde, bezeugen zwei 1780 und 1781 in der Zeitschift Göttingische Anzeigen von gelehrten Sachen und in der Zeitschrift Physikalisch-ökonomische Bibliothek erschienene Buchbesprechungen. Borhecks Lehrbuch wurde von ihm 1792 um einen zweiten Band erweitert und ist ein Vorläufer der Landbaukunst-Literatur, als deren Höhepunkt 20 Jahre später das zweibändige Handbuch der Land-Bau-Kunst (1797/1798) von David Gilly gilt.
Borhecks Publikationen und seine Fähigkeiten als Privatlehrer beeindruckten die königliche Landesregierung in Hannover, so dass er 1780 als Nachfolger seines verstorbenen Lehrers Müller zum Universitäts-Architekten in Göttingen berufen wurde und ebenfalls 1780 in Nachfolge von Heinrich Christian Körtje zum Klosterbaumeister der Fürstentümer Calenberg und Göttingen. Als Universitätsarchitekt war Borheck ein Vierteljahrhundert lang zuständig für alle Neu- und Umbauten der noch jungen Universität Göttingen, wobei die stadtbildprägenden Anbauten an das Kollegiengebäude (1784–1787), das neue Accouchierhaus mit seiner spektakulären Eingangshalle und dem Treppenhaus (1785–1787) sowie die ersten Entwürfe für die Sternwarte Göttingen (1802) als Hauptwerke zählen. Auf die Funktion als Klosterbaumeister dürften sein klassizistischer Umbau der gotischen KIrche St. Johannis in Göttingen (1791–1792) sowie einige Dorfkirchen und Pfarrhäuser in der näheren Umgebung von Göttingen zurückgehen. 1791 erhielt Borheck, „wahrscheinlich als Auszeichnung“, den Titel „Oberbaucommissar“ und den Rang eines Oberamtmanns.
Zur Architektentätigkeit hinzu kam weiterhin die Lehrbefugnis als Privatdozent („Privatlehrer zum Unterricht in der Baukunst“) an der Universität, wo Borheck über verschiedene Zweige der Architektur Vorlesungen hielt und zur Veranschaulichung auch Modelle vorführte. Dabei stellte er sich in die Göttinger Universitätstradition seiner Vorgänger Johann Friedrich Penther und Johann Michael Müller, denn Themen seiner vier Lehrveranstaltungen waren in jedem Semester die „Anlage wirthschaftlicher Landgebäude“, „die vortheilhafteste Einrichtung der Stadtgebäude nach ihren verschiedensten Absichten“, „die Wasserbaukunst und insbesondere über Mühlen- und Brückenbau“ sowie „die Entwerfung richtiger Bauanschläge“. Nebenbei tat sich Borheck verstärkt ab 1792 wieder als Architekturlehrbuch-Schriftsteller hervor. In seinen Schriften stellte er in abgewandelter Form mustergültig u. a. auch seine Entwürfe für die Sternwarte Göttingen sowie die Dorfkirchen in Mengershausen und St. Petri in Landolfshausen vor. Im „Landkirchen“-Traktat von 1808 brachte er auch seinen monumentalen klassizistischen Kanzelaltar für die Göttinger Stadtkirche St. Johannis unter.
1798 zog sich Borheck erstmals wegen eines Augenleidens zurück auf sein Landgut Plackkrug bei Bovenden nördlich von Göttingen. 1803 bewarb er sich erfolglos um eine Architektenstelle in Braunschweig. 1805 wurde die „Gesichtsschwäche“ so stark, dass er seine Göttinger Ämter als Klosterbaumeister und Universitätsarchitekt niederlegte, die dann der Baukommissar Heinrich Julius Oppermann bis 1811 übernahm; seinen Lehrauftrag übernahm ebenfalls Oppermann. Borheck lebte von 1805 bis 1808 auf dem gepachteten Gut Elbenberg südwestlich von Kassel, wo seine landwirtschaftliche Beschäftigung zu einer Augenheilung führte. Dem von seinen Nachfolgern vollendeten und in seiner ursprünglichen Planung veränderten Bau der Göttinger Sternwarte konnte er nur verbittert und untätig zusehen. Nach dem Ende des Königreichs Westphalen wurde 1813 sein Wiedereinstellungsgesuch als Universitätsarchitekt zugunsten von Justus Heinrich Müller abgelehnt. Dennoch lebte Borheck ab 1819 wieder in Göttingen und hielt ab 1820 bis 1830 an der Universität erneut Vorlesungen über „verschiedene Zweige der Baukunst“.
Georg Heinrich Borheck starb 1834 und wurde in Göttingen auf dem alten Marien-Friedhof bestattet.

## Familie
Georg Heinrich Borheck war ein Sohn des Tuchmachers Hieronymus Borheck und dessen Ehefrau Maria Margarethe Borheck geb. Hartung, die in Isernhagen bei Hannover geheiratet hatten. Er war zweimal verheiratet, zunächst in erster Ehe 1784 mit Friederike geb. Kuchel und seit 1819 in zweiter Ehe mit Charlotte geb. Appel.

## Ehrungen

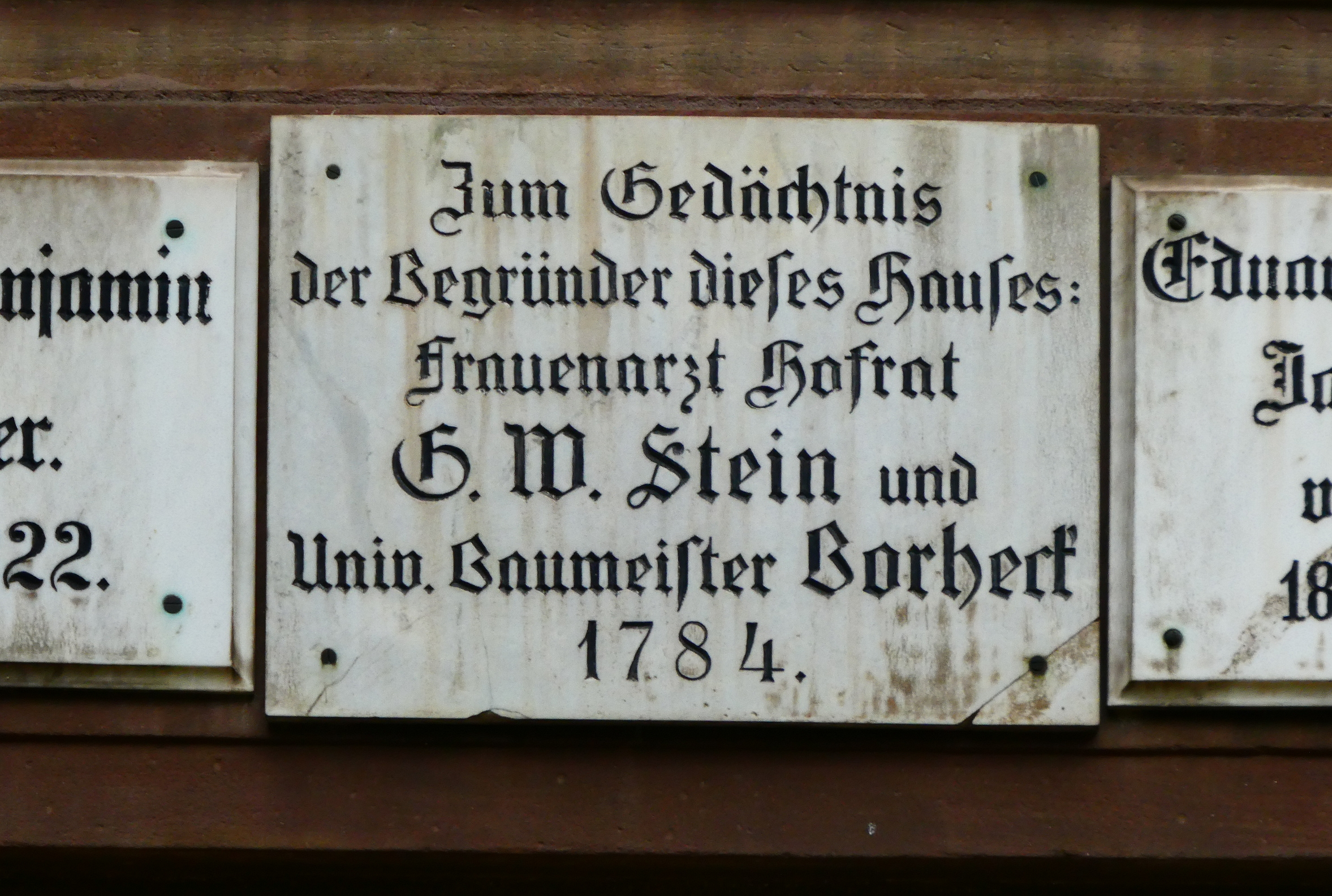
Göttinger Gedenktafel über dem Haupteingang des Accouchierhauses in Göttingen (2023)

An Georg Heinrich Borheck erinnert eine Göttinger Gedenktafel, die ausnahmsweise nicht an einem seiner bekannten Wohnhäuser angebracht ist, sondern an seinem architektonischen Hauptwerk, dem Accouchierhaus, Kurze Geismarstraße 1. Auf der erst lange nach 1784 angebrachten Marmortafel steht: „Zum Gedächtnis / der Begründer dieses Hauses: / Frauenarzt Hofrat / G. W. Stein und / Univ. Baumeister Borheck / 1784.“

## Architekturgeschichtliche Würdigungen
- „Seine gesamte Arbeit ist charakterisiert vom Bemühen, Praxis, Theorie und Lehre miteinander zu verbinden. Immer wieder refelektierte er die Voraussetzungen und Ziele seiner Entwurfs- und Bautätigkeit und gab darüber sich und dem Publikum Rechenschaft in knappen und gehaltvollen Arbeiten.“ (Volker Gläntzer, 1988)[28]
- Georg Heinrich Borheck hatte „keine Ausbildung als Architekt genossen und war wohl auch nie auf größere Studienreisen nach Italien oder Frankreich gegangen. Ganz in der Tradition früherer Göttinger Universitätsbaumeister stehend, betont Borheck die praktische Zweckmäßigkeit seiner Architektur, wie dies insbesondere in einigen Traktaten zur Landbaukunst und zur Errichtung von Landkirchen zum Ausdruck kommt. Gleichwohl zeigen seine Schriften die Kenntnis zahlreicher Architekturtheorien, und entsprechend verfaßt er für die Göttingischen Gelehrten Anzeigen einige Rezensionen. In seinen Gestaltungsprinzipien muß Borheck dennoch als veraltet gelten. Denn das von ihm meist gepflegte Gestaltungsidiom eines klassizistisch vereinfachten Spätbarock erwies sich seit 1800 als zunehmend unangemessen gegenüber antikisch-klassizistischen oder neugotischen Formensprachen.“ (Christian Freigang, 2004)[29]
- „Stilistisch ist er dem frühen Klassizismus verpflichtet unter Einfluß klassischer barocker Formen nordeuropäischer Architektur. Bedingt durch wirtschaftliche Zwänge sind fast alle seine Bauten von sparsamster formaler Ausführung. Sein phantasievollster Entwurf ist wohl das hölzerne Treppenhaus des Accouchierhauses in Göttingen, der ersten Geburtsklinik Deutschlands.“ (Thomas Appel, 2022)[23]

## Bauten (Auswahl)
- 1784–1787: Umbau des Kollegiengebäudes (nicht erhalten) und 1787 „Generalplan“ zur Erweiterung der Universitätsbibliothek Göttingen[30][31][32]
- Planung ab 1784, 1785–1787: Accouchierhaus in Göttingen[33][34][35]
- 1787–1789: katholische Kirche St. Michael in Göttingen[36]
- 1791–1792: Umbau der evangelischen St.-Johannis-Kirche in Göttingen mit Neubau des Kanzelaltars[37] (Altar 1896/1897 abgebrochen[23])
- 1792–1795: evangelische Dorfkirche in Mengershausen[38]
- 1793: evangelisches Pfarrhaus in Ebergötzen[39]
- 1794–1798: evangelische St.-Petri-Kirche in Landolfshausen[38]
- 1802 und 1805: Entwürfe für die Sternwarte Göttingen (Baubeginn 1803, 1804–1811 unterbrochen)[17][40]
- 1805: Ökonomiegebäude auf Gut Elbenberg[2]

Bildergalerie
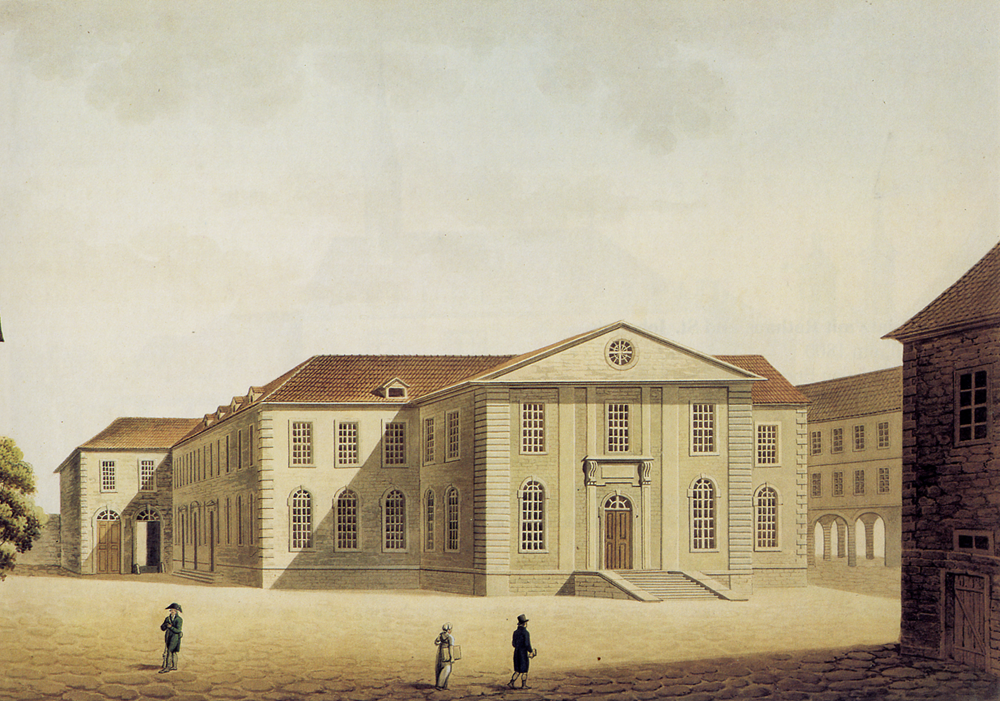
Ehemalige Nordfassade des Kollegiengebäudes, nach dem Anbau eines Mittelrisalits mit Treppenhaus von 1784–1787; Aquarell von Johann Christian Eberlein, um 1800
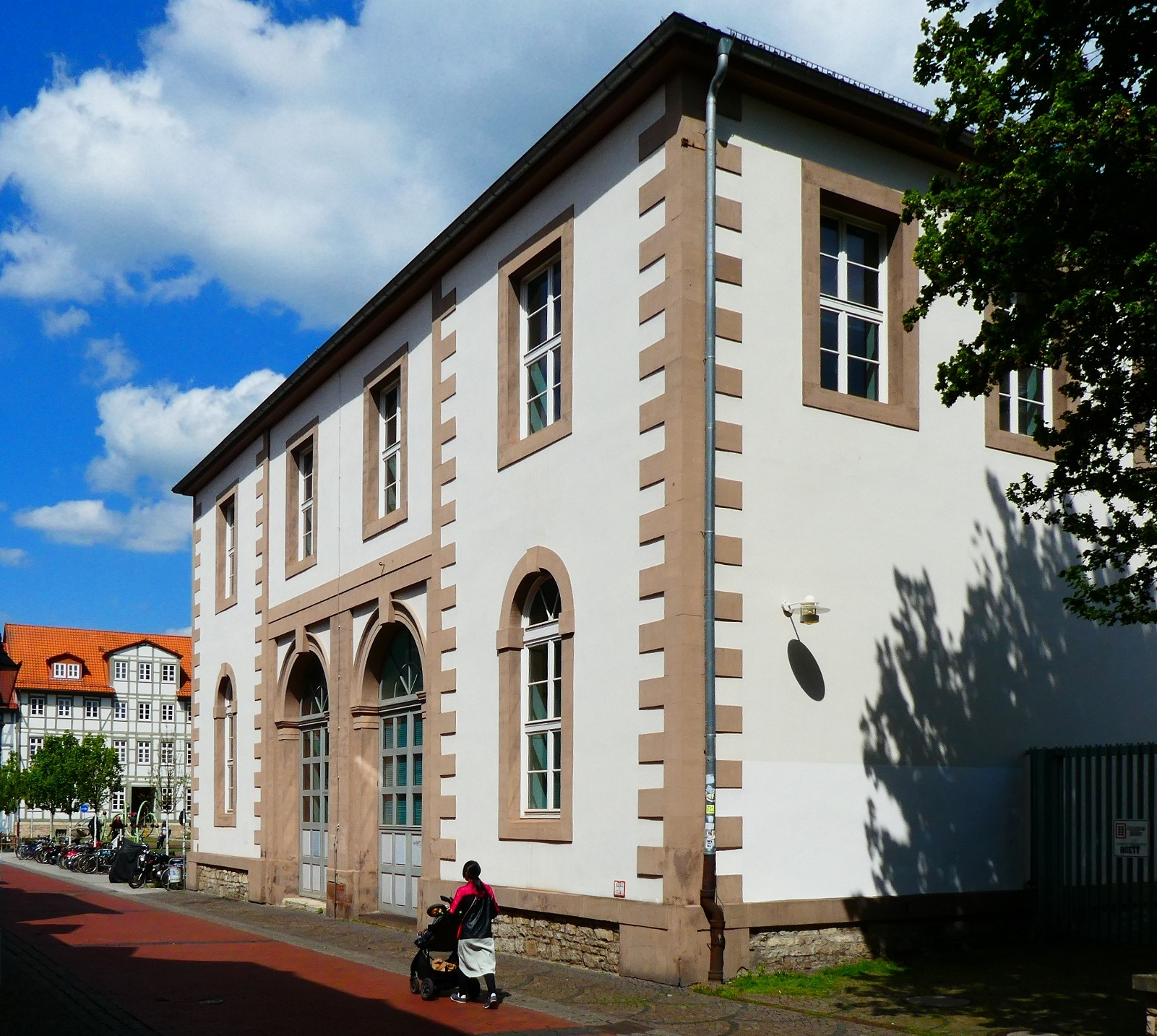
Südlicher Erweiterungsbau des Kollegiengebäudes von 1784–1787, Fassade zur Paulinerstraße (2023)
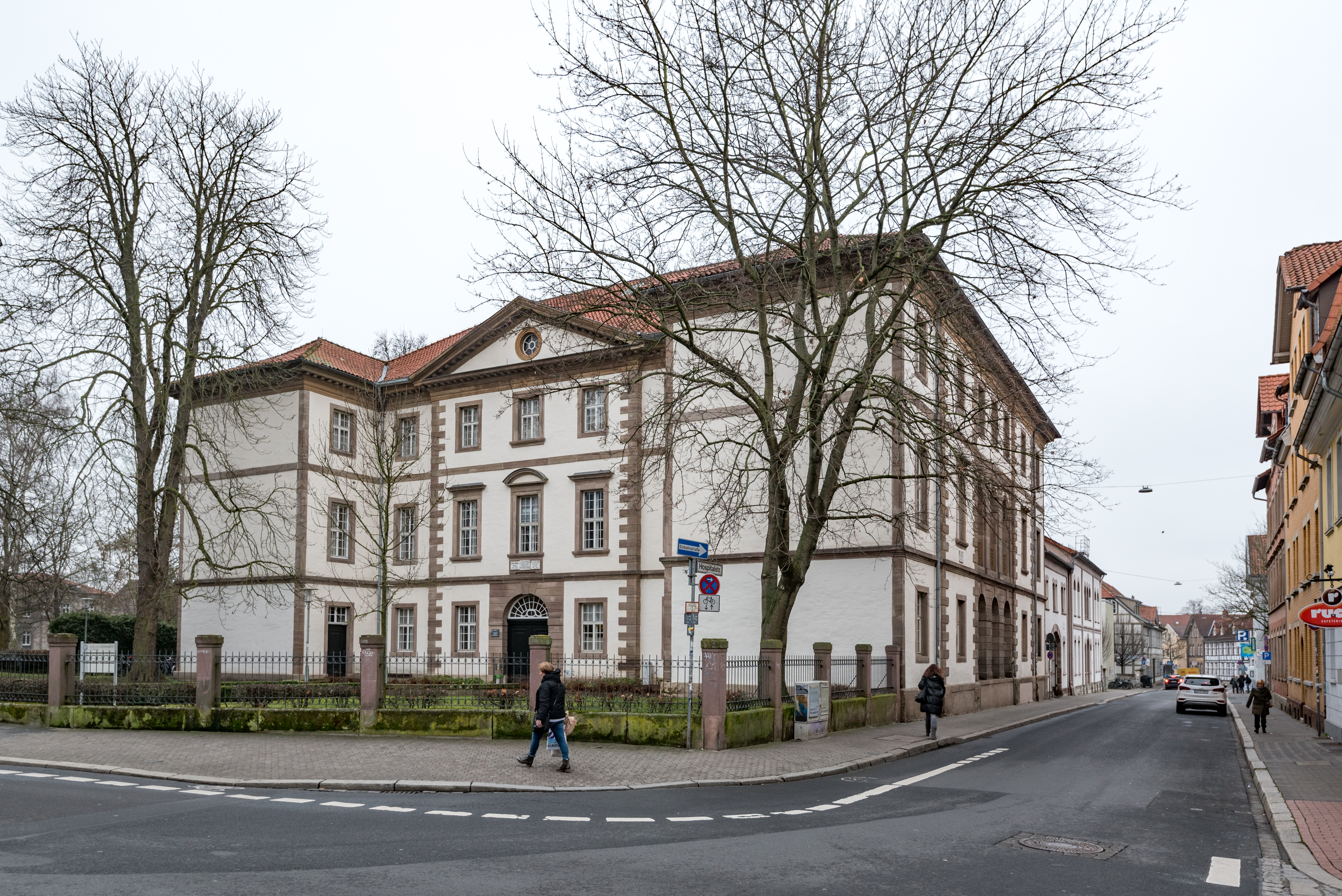
Accouchierhaus in Göttingen, Kurze Geismarstraße 1, Hauptfassade nach Osten (2018)
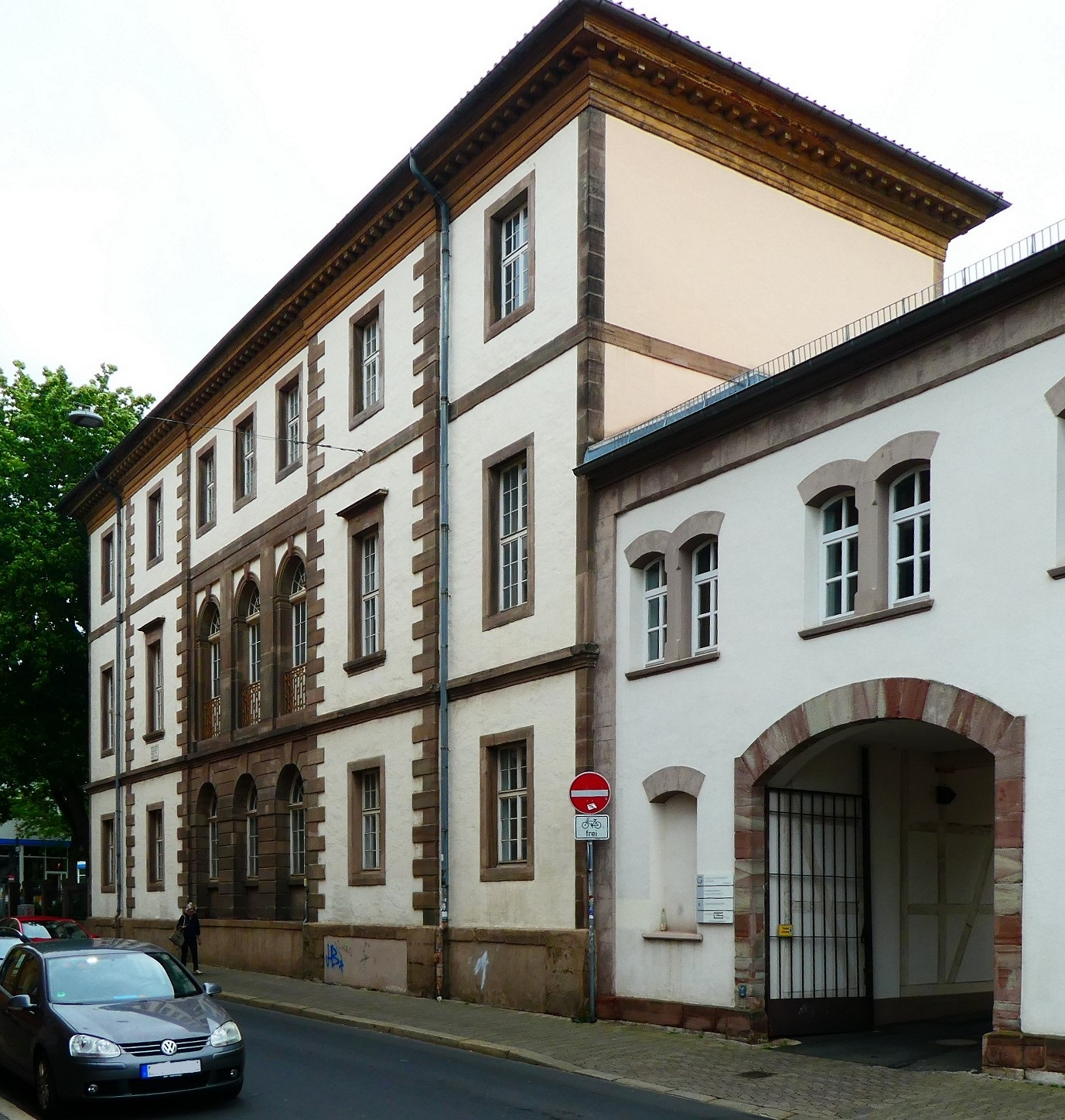
Accouchierhaus in Göttingen, Südfassade (2023)
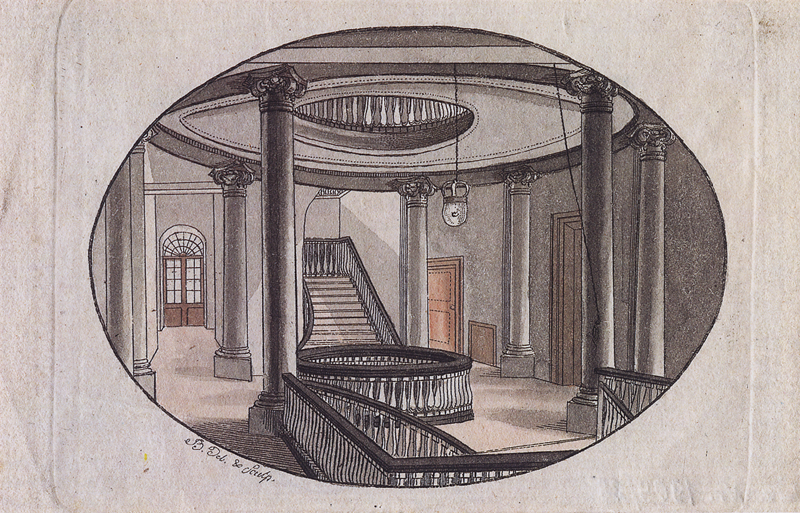
Treppenhaus im Accouchierhaus in Göttingen; Stich von Christian Andreas Besemann
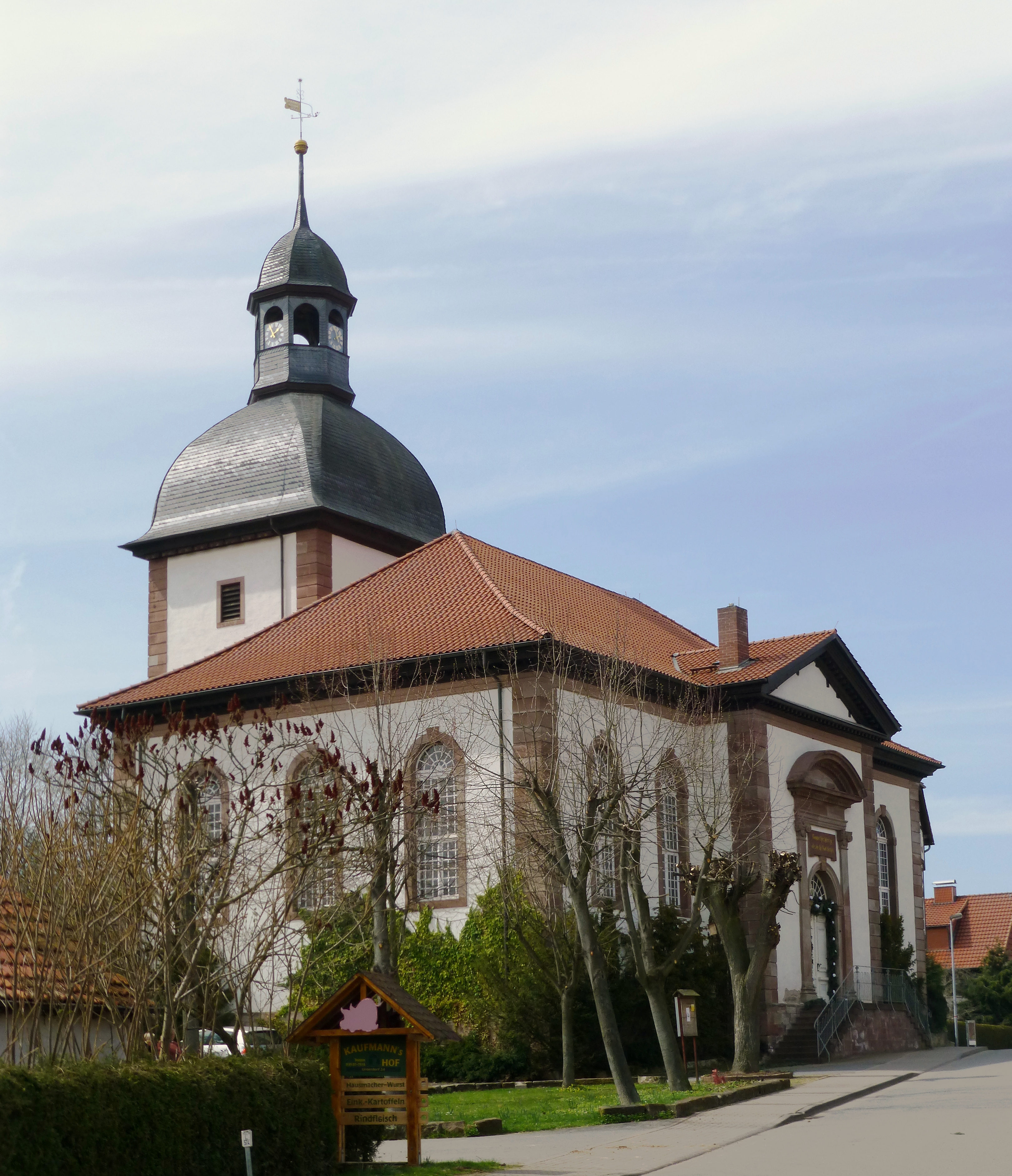
Evangelisch-lutherische St.-Petri-Kirche in Landolfshausen (2013)
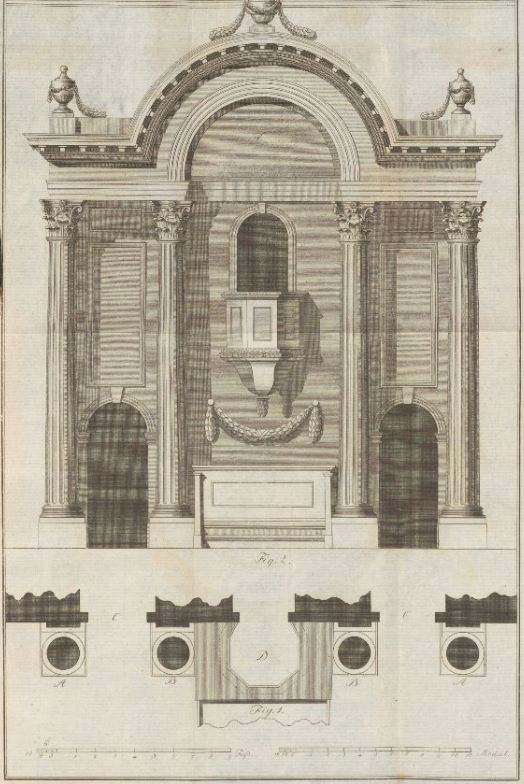
Entwurf des 1791–1792 erbauten Kanzelaltars für die St.-Johannis-Kirche in Göttingen (veröffentlicht 1808)
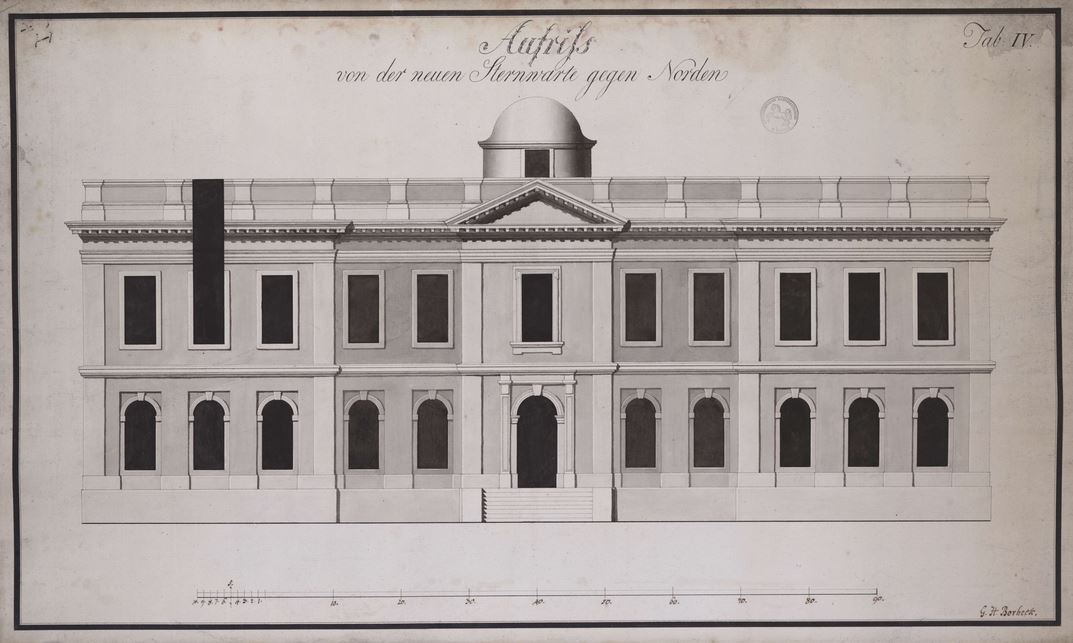
Fassadenentwurf für die Sternwarte Göttingen, 1802

## Schriften (Auswahl)
- Entwurf einer Anweisung zur Landbaukunst nach ökonomischen Grundsätzen. 1. Band. Verlag der Wittwe Vandenhoek [sic], Göttingen 1779.
- Entwurf einer Anweisung zur Landbaukunst nach ökonomischen Grundsätzen. 1. Teil. 2., umgearbeitete und vermehrte Ausgabe, Vandenhoeck & Ruprecht, Göttingen 1792. (Digitalisat auf digitale-sammlungen.de, abgerufen am 14. Mai 2023)
- Grundsätze über die Anlage neuer Sternwarten unter Beziehung auf die Sternwarte der Universität Göttingen. In: Klaus Beuermann (Hrsg.): Grundsätze über die Anlagen neuer Sternwarten mit Beziehung auf die Sternwarte der Universität Göttingen. Von Georg Heinrich Borheck. Universitätsverlag Göttingen, Göttingen 2005, ISBN 3-938616-02-4, S. 51–100 (Abschrift des unveröffentlichten Borheck-Manuskripts von 1805). (online als PDF auf univerlag.uni-goettingen.de, abgerufen am 14. Mai 2023)
- Anweisung über die zweckmäßige Anlegung der Landkirchen. Heinrich Dieterich, Göttingen 1808. (Digitalisat auf tib.eu, abgerufen am 14. Mai 2023)
- Lehrbuch der Landbaukunst für Baumeister und Landwirthe. 2 Bände, Vandenhoeck & Ruprecht, Göttingen 1822. (Digitalisate bei der Sächsischen Landes- und Universitätsbibliothek Dresden, abgerufen am 14. Mai 2023)
- Gründliche Anweisung zur richtigen Anlage der Beutelmaschinen und der deutschen Oelmühlen für Müller und Mühlenärzte. Rudolph Deuerlich, Göttingen 1826.